# Richard Weber
Richard Weber, M.S.M. (né le 9 juin 1959 à Edmonton en Alberta) est un explorateur polaire canadien de renommée mondiale. De 1978 à 2006, il a participé, a guidé et a organisé plus de 45 expéditions en Arctique. Richard est la seule personne à avoir complété six expéditions majeures au pôle Nord, plus que toute autre personne dans l'histoire de la conquête du pôle Nord. 

## Biographie
Richard vient d'une famille de skieurs de fond. Il a chaussé des skis pour la première fois à l'âge de 2 ans et a commencé les compétitions à l'âge de 6 ans. Il est devenu membre de l'équipe nationale canadienne de ski de fond en 1977 et a représenté le Canada aux championnats du monde en 1977, 1979, 1982 et 1985. Il s'est retiré des compétitions en 1985 (avec 20 titres nationaux) et se consacre depuis aux expéditions polaires et arctiques. Au cours des années, Richard a accumulé plusieurs premières :
- En 1986, en compagnie de Brent Boddy, il est devenu le premier Canadien à atteindre le pôle Nord.
- En 1988, il est devenu la première personne de l'histoire à atteindre le pôle Nord à partir des deux côtés de l'océan Arctique.
- En 1989, il est devenu la première personne dont le GPS enregistrait la position 90 degrés nord.
- En 1992, en compagnie de Mikhail (Misha) Malakhov, il est devenu la première personne à tenter d'atteindre le pôle Nord sans aucun ravitaillement ni assistance.
- En 1995, Richard et Misha devinrent les premiers personnes de l'histoire à atteindre le pôle Nord et en revenir, et ce, sans aucune assistance. Cet accomplissement n'a toujours pas été répété.
- En 2006, en compagnie de Conrad Dickinson, il est devenu la première personne à se rendre au pôle Nord sans aucune assistance et en utilisant des raquettes exclusivement.

Avec son épouse, Josée Auclair, et leurs deux fils, Tessum et Nansen, Richard opère Arctic Watch, la base de plein air la plus septentrionale du Canada située à Cunningham Inlet sur l'île Somerset au Nunavut. Par l'entremise de leur compagnie, Canadian Arctic Holidays, ils organisent et guident des expéditions en régions arctiques (dont certains aux pôles) ainsi que des voyages d'aventure. 

## Diplôme
- Baccalauréat en génie mécanique de l'Université du Vermont

## Expéditions majeures au pôle Nord
| Année | Nom de l'expédition                             | Description |
| ----- | ----------------------------------------------- | --- |
| 1986  | Will Steger International Polar Expedition      | La première expédition confirmée à atteindre le pôle Nord sans aucun ravitaillement. Les autres membres de l'équipe qui ont atteint le pôle étaient : Will Steger, Paul Schurke, Brent Boddy, Geoff Carroll, Ann Bancroft et une équipe de 21 chiens. Durant cette expédition, Richard et Brent Boddy devinrent les premiers canadiens à atteindre le pôle Nord alors qu’Ann Bancroft devint la première femme à en faire de même. |
| 1988  | Expédition Canada-Union soviétique Polar Bridge | La première traversée de l'océan Arctique à ski. Cette expédition de 91 jours a parcouru 1800 kilomètres sur l'océan Arctique du cap Arkticheskiy en Sibérie au cap Columbia sur l'île d'Ellesmere au Canada en passant par le pôle Nord. Les 13 membres de l'équipe (9 soviétiques & 4 canadiens) sont partis le 3 mars, ont atteint le pôle au jour 54 (25 avril) et sont arrivés au Canada le 1er juin. Richard devint la première personne à atteindre le pôle Nord à partir des deux côtés de l'océan arctique : le Canada et la Russie. |
| 1992  | Expédition Weber Malakhov                       | Richard et son compagnon Mikhail (Misha) Malakhov devinrent les premiers à tenter d'atteindre le pôle Nord et d'en revenir en utilisant uniquement des ressources humaines. Ils sont partis de Ward Hunt le 13 mars. Quatre-vingt-cinq jours plus tard, le 14 juin, ils ont atteint 89 degrés 39. Séparés du pôle Nord par seulement 39 kilomètres, ils ont dû rebrousser chemin afin d'avoir une chance de revenir à Ward Hunt. Le 21 juin, dû à la fonte de la glace, ils ont été rapatriés à bord d'un avion.                              |
| 1995  | Expédition Weber Malakhov                       | La deuxième tentative de Richard & Misha pour effectuer l'aller-retour Ward Hunt-pôle Nord sans aucune aide ni ravitaillement fut un succès. Cette première mondiale n'a toujours pas été répétée. Ils ont quitté Ward Hunt le 14 février pour atteindre le pôle Nord quatre-vingts jours plus tard, le 12 mai. Le 15 juin, ils étaient de retour à Ward Hunt établissant ainsi un record pour la plus longue expédition sans aucune assistance.                                                                                              |
| 2006  | North Pole Classic                              | Richard a guidé Conrad Dickinson au pôle Nord sans aucun ravitaillement. Cette expédition fut la première à se rendre au pôle Nord en utilisant des raquettes comme seul moyen de transport. |
| 2007  | North Pole Expedition 2007                      | Richard a guidé Adrian Hayes (de Dubaï) et Ian Morpeth (du Royaume-Uni) vers le pôle Nord. Les trois hommes ont quitté Ward Hunt le 7 mars et ont atteint le pôle le 25 avril (au jour 50 de l'expédition). |

## Expédition du "dernier degré"
En avril 1993, Richard et Mikhail Malakhov ont ouvert la première route commerciale permettant à des clients de skier les derniers 100 kilomètres les séparant du pôle Nord (i.e. skier du 89e parallèle au 90e). De Longyearbyen (dans l'archipel du Svalbard), les clients sont acheminés à Barneo, la base russe installée sur la banquise, le point de départ de l'expédition. 
Entre 1993 et 2005, Richard et Mikhail ont guidé huit de ces expéditions du dernier degré. Aujourd'hui, plusieurs compagnies offrent ce trajet et amènent plus d'une centaine de personnes annuellement au pôle.
En 1999, Jack MacKenzie, un participant originaire du Canada, est devenu la personne la plus âgée à skier au pôle Nord à l'âge de 77 ans, 10 mois et 13 jours.

## Autres expéditions en Arctique
| Lieu                      | Année       | Description |
| ------------------------- | ----------- | --- |
| Alaska                    | 1985        | Expédition à ski et avec traîneaux à chiens de Inuvik à Point Barrow; expédition d'entraînement pour Will Steger International Polar Expedition - 850 km                                        |
| Île Axel Heiberg, Nunavut | 1999        | Expédition à ski de Expedition Fiord, en traversant l'île jusqu'à la forêt pétrifiée et le Muller Ice Cap - 200 km                                                                              |
| océan Arctique            | 2003        | Formation des techniciens en recherche et sauvetage (SARTechs) sur l'océan Arctique à partir de la base militaire canadienne de Alert sur l'Île d'Ellesmere au Nunavut                          |
| Île de Baffin             | 1987        | Expédition à ski et traîneau à chiens de Broughton Island à Clyde River - 400 km |
|                           | 1988        | Ouverture d'un nouveau tracé de Okoa Bay à Glacier Lake en traversant la calotte glaciaire Penny, parc national Auyuittuq - 150 km                                                              |
|                           | 1991        | Expédition à ski de Igloolik à Clyde River en traversant le bassin Fox - 650 km |
|                           | 1997        | Premier voyage commercial de Okoa Bay à Glacier Lake en traversant le Penny Ice Cap, parc national Auyuittuq - 150 km                                                                           |
|                           | 1998        | Établissement d'un camp de touristes à Jackman Sound pour la randonnée pédestre, le kayak de mer, observation de la faune + expédition en kayak autour de la pointe sud de la Baie de Frobisher |
|                           | 1998 & 1999 | Traversée du Penny Ice Cap, dans le parc national Auyuittuq de Coronation Fiord à Glacier lake - 120 km                                                                                         |
|                           | 2002        | Expédition à ski de Sam Ford Fiord, Clyde River à Pond Inlet - 550 km |
|                           | 2003        | Traversée à ski de l'île Bylot, au nord de l'île de Baffin - 200km |
| Île d'Ellesmere, Nunavut  | 1997        | Expédition à ski de Lake Hazen à l'île Ward Hunt - 250 km. Escalader le mont Arrowhead (Dr. JR Weber a été le premier à en atteindre le sommet en 1956)                                         |
|                           | 1998        | Expédition à ski de l'île Ellesmere de Kane Basin jusqu'à Siorapaluk au Groenland - 300 km |
|                           | 2001        | Expédition à ski de Isabella Bay, jusqu'à Sverdrup Pass et Alexandra Fiord et autour de Pim Island - 200 km                                                                                     |
|                           | 2005        | Expédition à ski au sud de l'île d'Ellesmere – 250 km |
| Groenland                 | 2004        | Expédition à ski de Rensselear Bay à Qaanaaq en passant par Etah et la calotte glaciaire du Groenland - 230 km                                                                                  |
| Nord du Québec            | 1999        | Expédition à ski sur la rivière Korac dans les monts Torngat - 150 km |
| Svalbard, Norvège         | 2002        | Traversée à ski de l'île du Spitzberg - 100 km |

## Distinctions
| Année | Distinction                              | Présentée par                                                                                                |
| ----- | ---------------------------------------- | --- |
| 1989  | International Fairplay Award             | UNESCO pour sa participation au Polar Bridge Expedition                                                      |
| 1989  | Order of Friendship of Nations           | Gouvernement de l'Union soviétique                                                                           |
| 1992  | Médaille de la confédération             | Gouvernement du Canada, présentée par le président de la chambre des communes                                |
| 1993  | Médaille russe pour le courage personnel | Gouvernement de la Russie à la suite d'une déclaration signée par le président Boris Ieltsine                |
| 1994  | Médaille de service méritoire            | Gouverneur général du Canada                                                                                 |
| 1996  | Médaille de service méritoire            | Gouverneur général du Canada. Richard est la seule personne à avoir reçu cette distinction à deux occasions. |
| 1996  | Order of Friendship of Nations           | Gouvernement de la Russie                                                                                    |

## Honneurs
| Année    | Honneur                                                                                               |
| -------- | --- |
| Mai 2007 | Nommé "Personnalité de la semaine" par la Société Radio-Canada Ottawa-Gatineau et le Journal Le Droit |
| 1997     | Intronisation au temple de la renommée du Musée canadien du ski                                       |

## Publications
| Année | Titre                                                     | Éditeur             |
| ----- | --------------------------------------------------------- | ------------------- |
| 1990  | Polar Bridge, The Soviet Canadian Trans-Arctic Expedition | Key Porter Books    |
| 1996  | Polar Attack, From Canada to the North Pole and Back      | McCelland & Stewart |